# هلال سارال
هلال سارال هي منتجة أفلام ومخرجة تلفزيونية وسينمائية وكاتبة سيناريو ومؤلفة تركية، من أهم أعمالها مسلسل لحظة وداع والعشق الممنوع ومسلسل ما هو ذنب فاطمة غول وعودة مهند وحب أعمى الذين حازوا على أعلى نسب المشاهدة عربيًا ودوليا.

## أعمالها
- العشق الممنوع
- لحظة وداع
- سعيد وشورى
- حب أعمى
- ما ذنب فاطمة جول؟
- تل الصقر
- زمهرير
- ليلى